# 康美娜
康美娜（： Kang Mi Na；中文簡稱：美娜；1999年12月4日—），韓國女歌手、演員、主持人。2016年參與企劃女團選拔節目PRODUCE 101取得第九名，以I.O.I成員身份出道。曾為Jellyfish娛樂旗下女子組合gugudan成員，隊內擔任主領舞、主Rapper、副唱，現以個人身份活動。 曾出演《雞龍仙女傳》、《德魯納酒店》等劇集。自2018年2月24日至2020年5月30日擔任MBC《Show! 音樂中心》的固定主持。

## 生平經歷

### 早年
康美娜出生於京畿道利川市，於八歲時隨家人遷往濟州島居住，能說流利濟州語。
2015年12月，康美娜代表Jellyfish娛樂參加了由Mnet所企劃的韓國第一個「經紀公司大型企劃女團」生存實境節目PRODUCE 101。其間表現穩定，在兩次導師評價中均獲評「A」級，曾在排名儀式中位列第三，並贏得舞蹈位置評價第一名。康美娜當時的「嬰兒肥」令人留下深刻印象，營造了可愛的形象，甜美的笑容也受人喜愛。

### I.O.I活動生涯
2016年4月1日，以直播投票第九名的成績，入選成為YMC娛樂旗下期間限定女子組合I.O.I成員。
2016年5月4日，I.O.I首張迷你專輯《Chrysalis》發行，主打歌為〈Dream Girls （页面存档备份，存于）〉。康美娜正式作為女團成員出道。10月17日，發行第二張迷你專輯《Miss Me?》，是I.O.I最後一次完全體回歸。康美娜於專輯主打歌〈Very Very Very （页面存档备份，存于）〉首次負責Rap部份。10月26日，於《Show Champion》獲得女團生涯首個音樂節目一位。
2017年1月17日，發行告別單曲〈DOWNPOUR （页面存档备份，存于）〉。1月20日至22日，在出道登台的地點首爾獎忠體育館舉辦「Time Slip」I.O.I告別演唱會。1月29日，I.O.I活動期結束，組合解散。

### gugudan活動生涯
2016年6月7日，Jellyfish娛樂宣布康美娜與同公司I.O.I成員世正加入即將推出的女團gugudan。6月28日，gugudan正式出道，發行首張迷你專輯《Act.1 The Little Mermaid》，主打歌為〈Wonderland （页面存档备份，存于）〉。
2017年2月27日，gugudan第二張迷你專輯《Act.2 Narcissus》發行，主打歌為〈A Girl Like Me （页面存档备份，存于）〉。7月19日，Jellyfish娛樂宣布康美娜與HYEYEON組成gugudan出道以來首個子團gugudan OGUOGU。8月10日，發行子團出道單曲〈ICE CHU （页面存档备份，存于）〉。11月8日，gugudan發行首張單曲專輯《Act.3 Chococo Factory》，主打歌〈Chococo （页面存档备份，存于）〉。
2018年2月1日，發行第二張單曲專輯《Act.4 Cait Sith》，主打歌為〈The Boots （页面存档备份，存于）〉。7月10日，與gugudan成員娜英、世正組成第二個子團gugudan SEMINA，發行同名單曲〈SEMINA （页面存档备份，存于）〉
。11月6日，gugudan第三張迷你專輯《Act.5 New Action》發行，主打歌為〈Not That Type （页面存档备份，存于）〉。
2020年12月31日，公司宣布gugudan正式解散

### 個人演藝生涯
2017年，美娜首次參演電視劇，於MBC月火連續劇《20世紀少男少女》飾演女主角韓藝瑟的少年時期。10月9日劇集首播，正式作為演員出道。12月16日，於tvN獨幕劇《直立行走的歷史》中首次擔任女主角。同年，獲得韓食廚師2級料理證書。
2018年2月24日起，擔任MBC《Show! 音樂中心》的固定主持。11月5日，出演tvN月火連續劇《雞龍仙女傳》，飾演女主角文彩元的女兒，並演唱其中一首電視劇原聲帶（OST）〈Peach Paradise （页面存档备份，存于）〉。9月7日，與世勳（EXO）合作主演由漫畫改編的網絡電影《獨孤Rewind》。12月29日，於《MBC演藝大獎》獲得音樂或脫口秀部門女子新人賞。
2019年6月，參與SBS綜藝節目《叢林的法則》泰國篇。7月13日，與李知恩、呂珍九等演員合作，出演tvN週末連續劇《德魯納酒店》。11月，擔任MBC《IDOL RADIO》特別主持。2019年起，擔任服裝品牌BANG BANG、披薩連鎖店Papa John's Pizza等代言人。
2020年2月起，擔任美妝品牌MAC Cosmetics代言人。5月30日，美娜播出個人最後一集MBC《Show! 音樂中心》的固定主持後，正式退出固定主持。
2023年6月，與Jellyfish娛樂約滿到期不續約，與Story J Company簽訂專屬合約。

## 音樂作品

### 數位單曲
| 年份   | 歌曲                                      | 合作歌手        | 備註                       |
| 2015年 | 〈Pick Me （页面存档备份，存于）〉        | PRODUCE 101     | 《PRODUCE 101》節目主題曲  |
| 2016年 | 〈24hrs （页面存档备份，存于）〉          | Make Some Noise | 《PRODUCE 101》任務歌曲    |
| 2018年 | 〈Peach Paradise （页面存档备份，存于）〉 | 不適用          | 《雞龍仙女傳》電視劇原聲帶 |

## 影視作品

### 電影
| 年份   | 名稱           | 角色   | 備註           |
| 2018年 | 《獨孤Rewind》 | 金賢善 | 主演／網絡電影 |
| 2023年 | 《高利貸少年》 | 申多榮 | 主演           |
| 2025年 | 《捲捲初戀》   | 高仁正 | Netflix電影    |

### 電視劇
| 年份   | 電視台          | 劇名                     | 角色   | 備註       |
| 2017年 | MBC             | 《20世紀少男少女》       | 史珍珍 | 少年時期   |
| 2017年 | tvN             | 獨幕劇《直立行走的歷史》 | 美娜   | 女主角     |
| 2018年 | tvN             | 《雞龍仙女傳》           | 占順兒 | 第二女主角 |
| 2019年 | tvN             | 《德魯納酒店》           | 金宥娜 | 第二女主角 |
| 2021年 | tvN             | 《我的室友是九尾狐》     | 崔珍雅 | 特別出演   |
| 2021年 | KBS2            | 《花開時想月》           | 韓愛珍 | 第二女主角 |
| 2022年 | KBS2            | 《美男堂》               | 南惠儁 | 第二女主角 |
| 2023年 | JTBC            | 《歡迎回到三達里》       | 趙海達 |            |
| 2025年 | U+Mobiletv、KBS | 《Twelve》               | 姜智   |            |

### 網路劇
| 年份   | 播出平台 | 劇名              | 角色     | 備註     |
| 2021年 | AbemaTV  | 《SUMMER GUYS》   | 吳金達萊 | 女主角   |
| 2022年 | Genie TV | 《午夜恐怖：6夜》 | 秀賢     | 單元主演 |

### MV
| 年份   | 發布日期 | 歌手    | 歌曲                              | 合作藝人 | 官方影片 |
| 2017年 | 11月22日 | HONEYST | Someone to Love(연애하고싶은데요) |          | 1theK    |
| 2022年 | 12月6日  | 徐仁國  | Fallen                            |          |          |

## 獎項

### 大型頒獎禮
| 年份   | 名稱        | 獎項                        | 作品                       | 結果 |
| 2018年 | MBC演藝大獎 | 音樂或脫口秀部門─女子新人賞 | 《Show! 音樂中心》         | 獲獎 |
| 2019年 | MBC演藝大獎 | 音樂或脫口秀部門─女子優秀賞 | 《Show! 音樂中心》         | 提名 |
| 2022年 | KBS演技大獎 | 女子新人獎                  | 《花開時想月》、《美男堂》 | 獲獎 |

## 外部連結
- 康美娜的Instagram帳戶